# Graham Ashcraft
Graham Ashcraft (Huntsville, Alabama, 11 de febrero de 1998) es un jugador profesional estadounidense de béisbol que se desempeña en la posición de lanzador en Cincinnati Reds, equipo de las Grandes Ligas de Béisbol (MLB).

## Carrera
Fue seleccionado en la sexta ronda en el Draft de la MLB de 2019. En 2022 hizo su debut profesional con el equipo Cincinnati Reds, donde lleva jugando dos temporadas.